# 上海灵粮堂
上海灵粮堂（Bread of Life Christian Church）為赵世光牧師創辦基督新教之獨立教會。
赵世光原为上海宣道会守真堂牧师，1936年去东南亚传道，1941年12月太平洋战争爆发，他的南洋布道计划受阻，当时有西方差会背景的教派面临困难，于是赵世光在1942年创办了一个中国自立教会：上海灵粮堂，后来发展为「灵粮世界布道会（Bread of life world mission）」。
最初借静安寺路协进中学（今南京西路1550号）举行聚会，後來信徒人数众多，1945年夏在迪化北路（今乌鲁木齐北路）严家宅信徒捐献的土地上兴建简易教堂。两年后，信徒增加至千人以上，于是购买万航渡路187号土地，兴建可容纳2,000人的临时聚会所。
上海灵粮堂在虹口溧阳路1040号和南区嘉善路169弄3号设有分堂，并扩展到华东地区的南京、苏州、杭州等城市，建成南京灵粮堂、等。
1949年，由于政局变化，赵世光离开上海前往香港，上海灵粮堂由周福庆长老负责。1956年4月，上海灵粮堂总堂在新闸路1970号（近万航渡路）开始动工兴建正式教堂，到8月1日举行献堂感恩礼拜。
1958年，在献堂献庙高潮中，灵粮总堂最初被保留，作为江宁区唯一的联合礼拜教堂，该区原有13座教堂均被归并于此。不久，灵粮总堂亦被献给人民政府，划给机电工业管理局技工学校使用，信徒则参加静安区联合礼拜。